# Меттерца

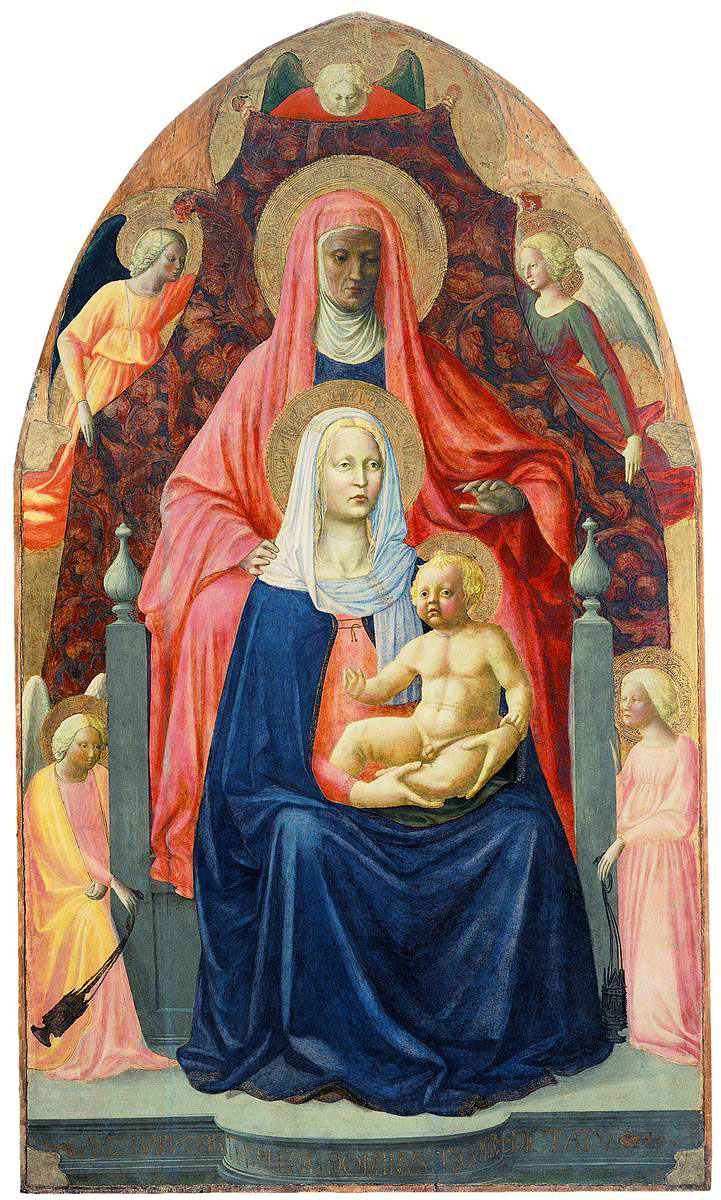
Мазоліно і Мазаччо. «Свята Анна з Марією і немовлям Ісусом». 1424–1425. Флоренція, Галерея Уффіці

Метте́рца, або Трі́йця з А́нною (італ. Anna metterza, англ. Ann mettercia, фр. Anne trinitaire, нім. Anna selbdritt) — у європейському образотворчому мистецтві сюжет, в якому зображається свята Анна зі своєю дочкою Дівою Марією і онуком Ісусом Христом. Сформувався у пізньому середньовіччі, на основі «Золотої легенди» (ХІІІ ст.), до якої увійшов життєпис святої Анни з «Протоєвангелія Якова».

## Галерея

### XVI століття

Леонардо да Вінчі, 1513
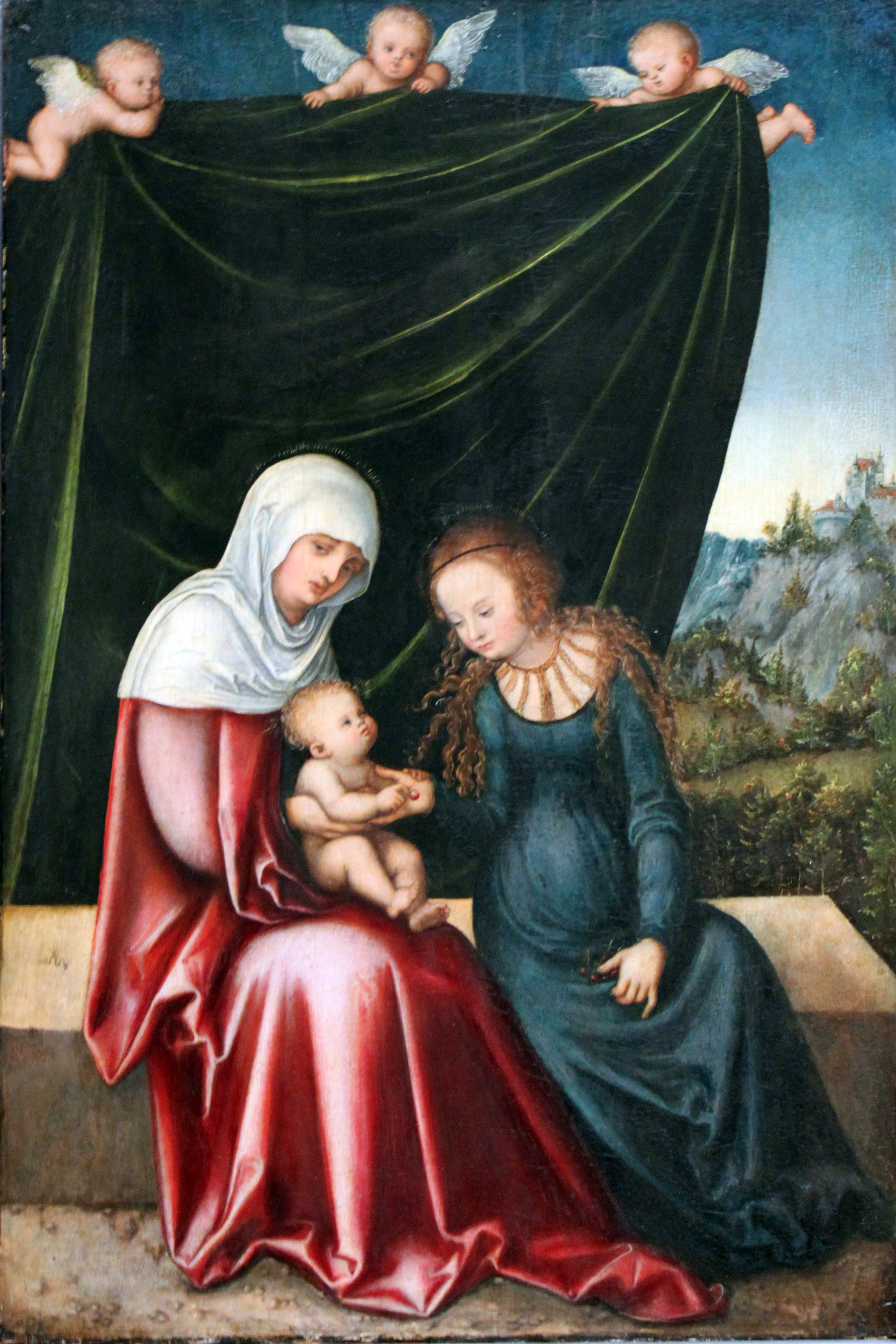
Лукас Кранах старший, 1518
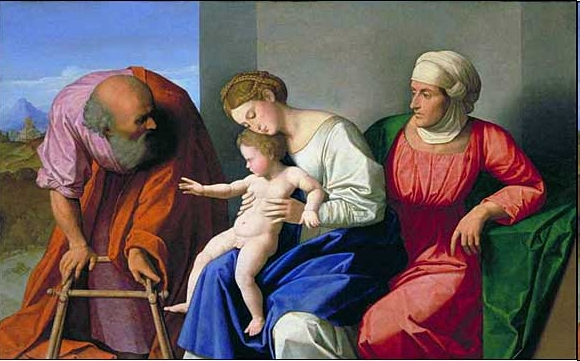
Вінченцо Катена, 1520
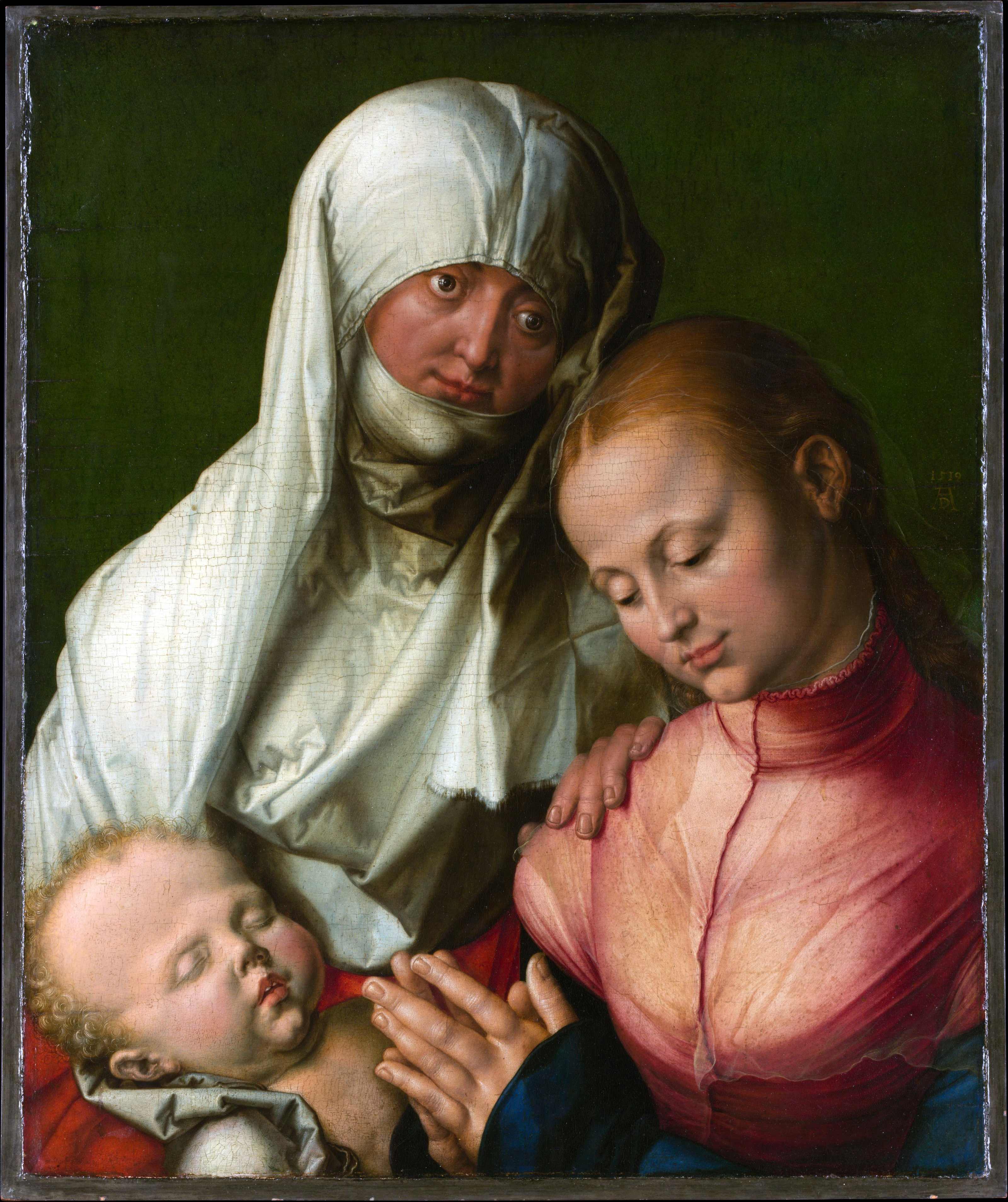
Альбрехт Дюрер, 1523
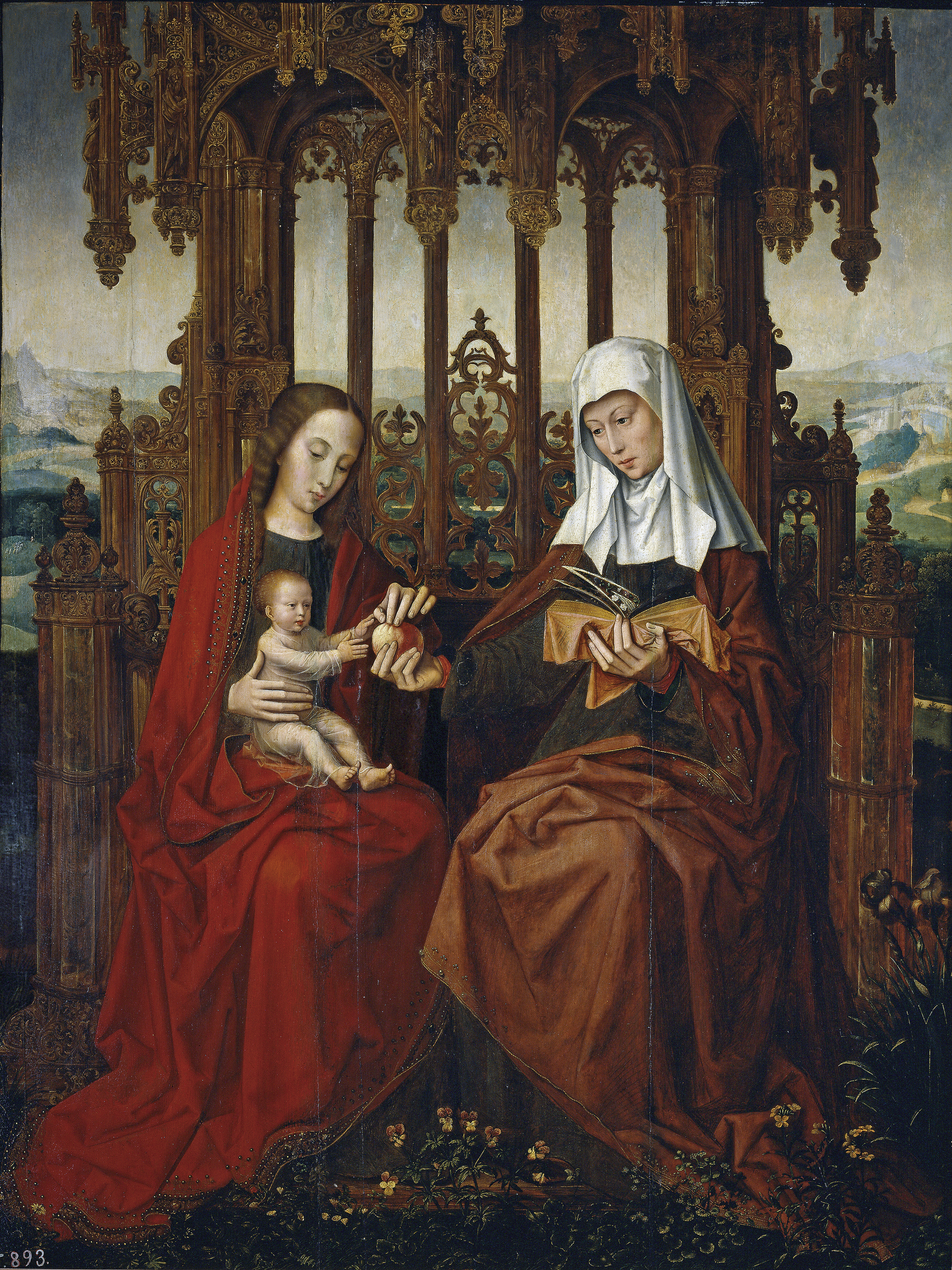
Амброзіус Бенсон, 1525–1550
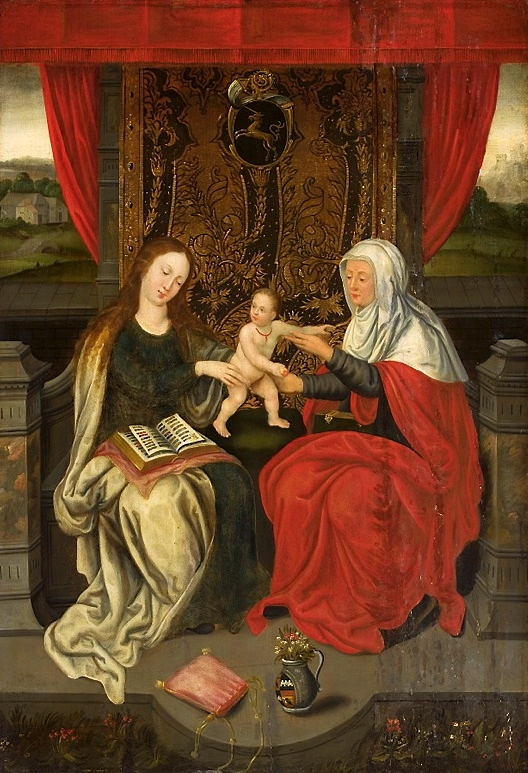
Бернард ван Орлей, 1525
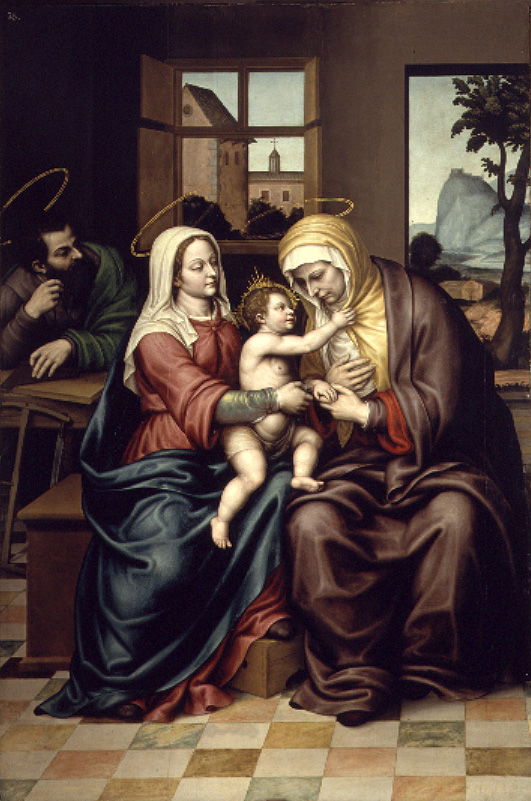
Ніколас Боррас, 1580

### XVII століття

Караваджо, 1605–1606Караваджо, 1605–1606
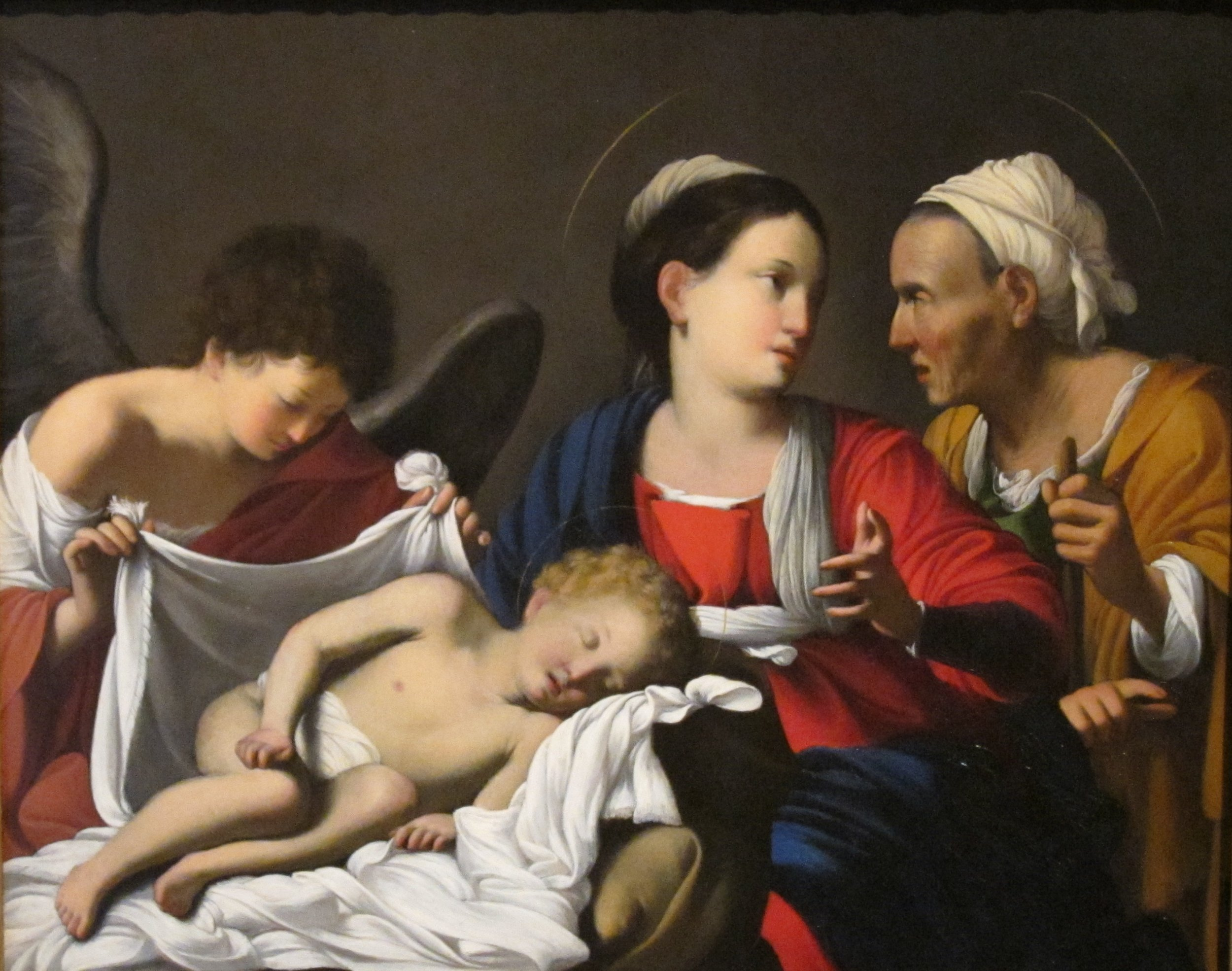
Карло Сарачені, 1608–1610
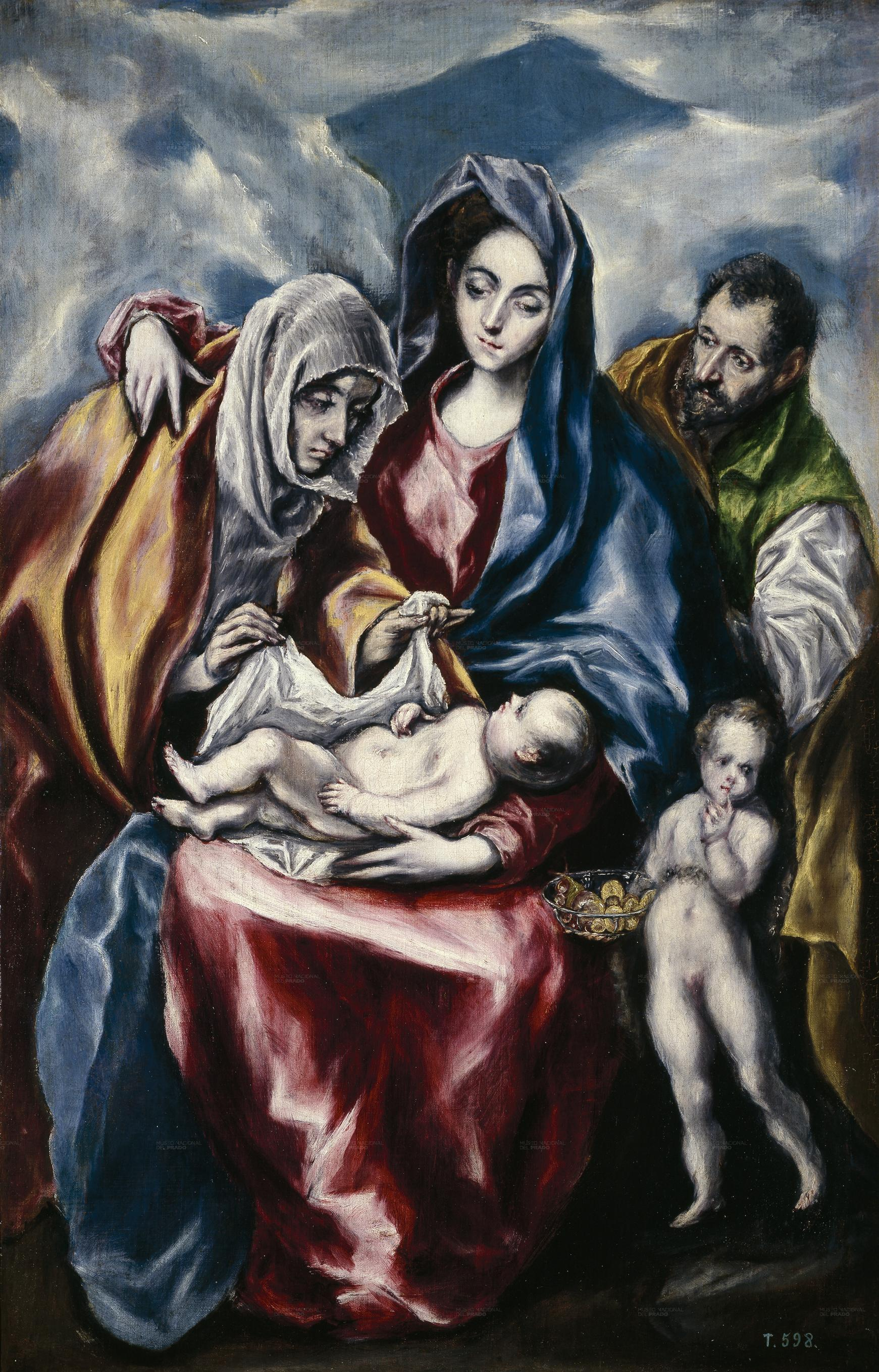
Ель Греко, 1600–1614
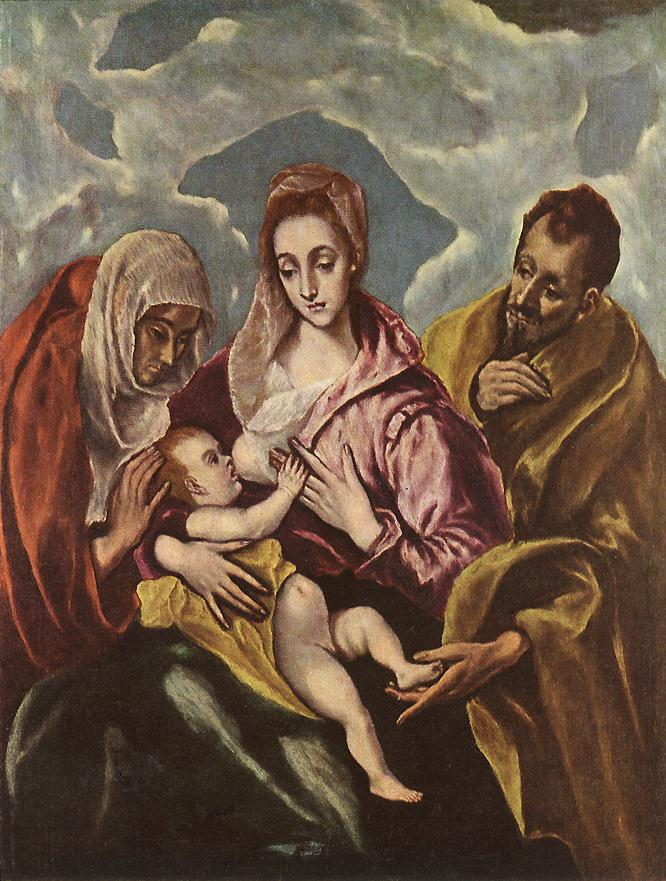
Ель Греко, 1600–1614
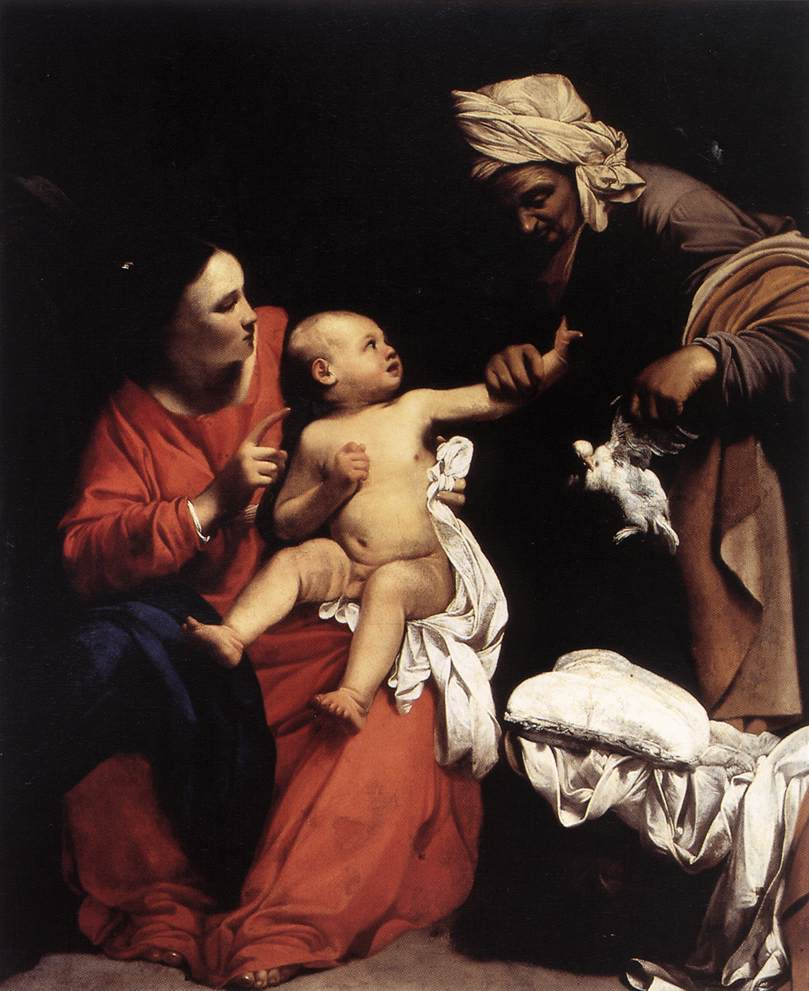
Карло Сарачені, 1610
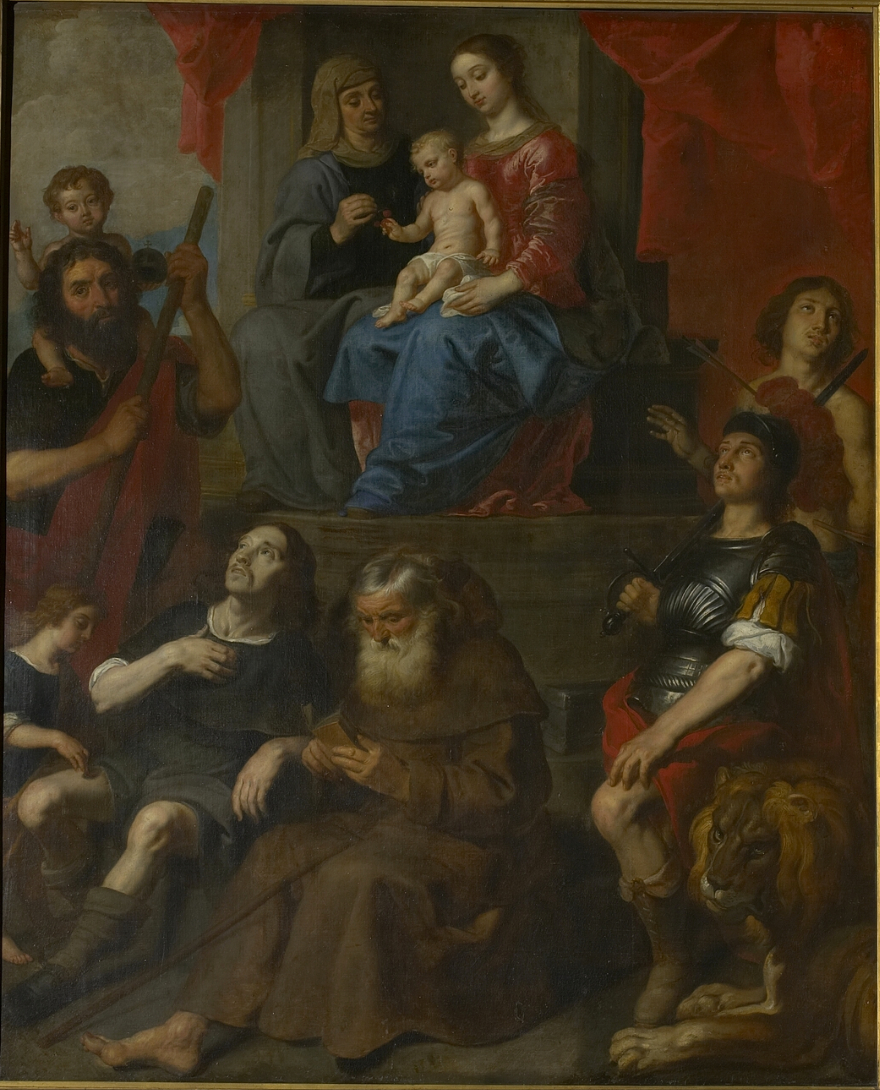
Гаспар де Крайєр, 1618
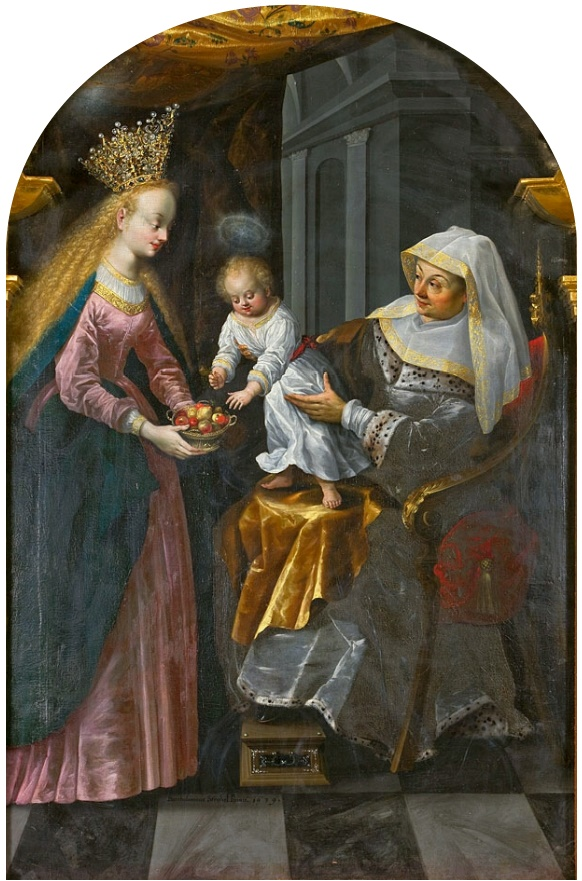
Бартоломей Стробель, 1639